# Liste der Monuments historiques in Carrières-sous-Poissy
Die Liste der Monuments historiques in Carrières-sous-Poissy führt die Monuments historiques in der französischen Gemeinde Carrières-sous-Poissy auf.

## Liste der Bauwerke
| Bezeichnung      | Beschreibung | Standort | Kennzeichnung | Schutzstatus | Datum | Bild |
| ---------------- | ------------ | -------- | ------------- | ------------ | ----- | ---- |
| Ehemalige Brücke |              | (Lage)   | PA00087389    | Inscrit      | 1937  |      |